# Чорба Тома Феодосійович
Тома Феодосійович Чорба (рум. Toma Ciorbă) — бессарабський лікар, організатор охорони здоров'я і громадський діяч.

## Біографія
Тома (Фома Феодосійович) Чорба народився у 1864 році в Кишиневі. Навчався у Кишинівській чоловічій гімназії. У 1893—1896 роках працював санітарним лікарем у Кишиневі, а в 1893—1903 роках — ординатором психіатричного відділення губернської земської лікарні. У 1896 році заснував інфекційну лікарню, де пропрацював головним лікарем до 1932 року. Тома Чорба жив у будинку заснованої ним лікарні в 1896—1935 роках. Після Кишинівського погрому 1903 року разом з санітарним лікарем М. Б. Френкелем займався оглядом та документуванням трупів убитих на міському єврейському кладовищі, а також поранених міської Єврейської лікарні.
Після початку російсько-японської війни за рішенням членів місцевого відділення Червоного Хреста Чорба очолив Бессарабський військовий госпіталь, який вирушив на Далекий Схід, де пропрацював півтора року. Тома Чорба ввів у Бессарабії обов'язкове щеплення населення від віспи і серотерапію проти дифтерії. Чорба є автором ряду робіт про санітарний стан Кишинева, про діяльність очолюваної ним інфекційної лікарні та психіатричного відділення губернської земської лікарні.
Пішов з життя в 1936 році. Похований на Центральному (Вірменському) кладовищі в Кишиневі.

## Публікації
- Фома Федосійович Чорба[3], Мойсей Борисович Френкель, санітарні лікарі. Звіт про санітарний стан міста Кишинева в 1897 році. Кишинів: Друкарня А. Гольденштейна, 1898. — 43 с.

## Пам'ять
У 1964 році ім'ям Томи Чорби була названа колишня вулиця Госпітальна в Кишиневі. Ім'я Чорби присвоєно кишинівській Республіканській інфекційній клінічній лікарні, перед будівлею якої в 1965 році було встановлено меморіальну дошку з барельєфом, присвяченим пам'яті Томи Чорби (архітектор В. Гриценко).